# Trigonidium christensonii
Trigonidium christensonii är en orkidéart som beskrevs av David Edward Bennett. Trigonidium christensonii ingår i släktet Trigonidium och familjen orkidéer. Inga underarter finns listade i Catalogue of Life.